# 金属学报
《金属学报》创刊于1956年，是中国大陆工程科技类月刊，编辑部位于辽宁省沈阳市。此刊物由中国金属学会主办。
《金属学报》在2018年被中华人民共和国国家新闻出版广电总局新闻报刊司评为2017年全国“百强报刊”。